# Alone (i-Ten)
Alone is een nummer geschreven door Billy Steinberg en Tom Kelly. Het werd voor het eerst opgenomen door hun bijproject I-Ten op het album Taking a Cold Look uit 1983. In 1987 werd het door de Amerikaanse rockband Heart gecoverd op hun album Bad Animals uit 1987. Op 15 mei van dat jaar werd het nummer als eerste in Europa uitgebracht als de eerste single van het album. In juni volgden de VS, Canada, Australië, Nieuw-Zeeland en Japan. In 1995 werd het nummer op cd-single uitgebracht.

## Achtergrond
"Alone" werd in 1983 geschreven door Billy Steinberg en Tom Kelly, die in de jaren '80 veel hits schreven voor diverse artiesten. Dat jaar brachten zij het nummer voor het eerst uit voor hun project I-Ten. In 1984 werd het nummer opgenomen door acteurs Valerie Stevenson en John Stamos, die het onder de namen van hun personages Lisa Copley en Gino Minelli coverden voor de tv-serie Dreams op CBS.
In 1987 werd "Alone" gecoverd door Heart, dat het nummer opnam in een power ballad-arrangement. Het begint met een piano en vocalen van zangeres Ann Wilson voordat de rest van de band het nummer tijdens de refreinen omvormt in een typisch door synthesizers gedreven AOR-nummer. Steinberg verklaarde in een interview dat Tom Kelly, die eveneens een ervaren sessiezanger is, de hoge harmonieën op het nummer zong. In de videoclip van het nummer is de band te zien terwijl zij in een liveoptreden het nummer playbacken.
"Alone" werd de grootste hit van Heart. Het werd na "These Dreams" in thuisland de Verenigde Staten hun tweede nummer 1-hit in de Billboard Hot 100 en bleef drie weken op de nummer 1-positie staan. In de Amerikaanse lijst met grootste hits van het jaar 1986-1987 staat de plaat op de tweede plaats, enkel achter "Walk Like an Egyptian" van The Bangles. Ook in Canada werd de nummer 1-positie bereikt en werd de single ook in Europa een grote hit. Zo bereikte de plaat in het Verenigd Koninkrijk de 3e positie in de UK Singles Chart en werd eveneens in Ierland de 3e positie bereikt.
In Nederland was de plaat op vrijdag 19 juni 1987 Veronica Alarmschijf op Radio 3 en werd een gigantische hit in de destijds twee landelijke hitlijsten op de nationale publieke popzender. De plaat bereikte de 6e positie in zowel de Nederlandse Top 40 als de Nationale Hitparade Top 100. In de op donderdag 25 juni 1987 allerlaatste op Radio 3 uitgezonden Europese hitlijst, de TROS Europarade, werd de 9e positie bereikt.
In België bereikte de plaat de 8e positie in zowel de voorloper van de Vlaamse Ultratop 50 als de Vlaamse Radio 2 Top 30. In Wallonië werd géén notering behaald.
Na Heart werd het nummer in 2007 ook gecoverd door Céline Dion voor haar album Taking Chances. Op 5 mei 2008 werd het uitgebracht als de tweede single van het album en bereikte enkele hitlijsten, waaronder in het Verenigd Koninkrijk, thuisland Canada, de Verenigde Staten, Noorwegen en Zweden.
Sinds de editie van december 2000 staat de Heart versie onafgebroken genoteerd in de jaarlijkse NPO Radio 2 Top 2000 van de Nederlandse publieke radiozender NPO Radio 2, met als hoogste notering een 498e positie in 2017.

## Hitnoteringen (Heart)

### Nederlandse Top 40
| Hitnotering: 27-06-1987 t/m 29-08-1987 | Hitnotering: 27-06-1987 t/m 29-08-1987 | Hitnotering: 27-06-1987 t/m 29-08-1987 | Hitnotering: 27-06-1987 t/m 29-08-1987 | Hitnotering: 27-06-1987 t/m 29-08-1987 | Hitnotering: 27-06-1987 t/m 29-08-1987 | Hitnotering: 27-06-1987 t/m 29-08-1987 | Hitnotering: 27-06-1987 t/m 29-08-1987 | Hitnotering: 27-06-1987 t/m 29-08-1987 | Hitnotering: 27-06-1987 t/m 29-08-1987 | Hitnotering: 27-06-1987 t/m 29-08-1987 | Hitnotering: 27-06-1987 t/m 29-08-1987 |
| Week                                   | 1                                      | 2                                      | 3                                      | 4                                      | 5                                      | 6                                      | 7                                      | 8                                      | 9                                      | 10                                     |                                        |
| -------------------------------------- | -------------------------------------- | -------------------------------------- | -------------------------------------- | -------------------------------------- | -------------------------------------- | -------------------------------------- | -------------------------------------- | -------------------------------------- | -------------------------------------- | -------------------------------------- | -------------------------------------- |
| Nummer                                 | 38                                     | 18                                     | 12                                     | 9                                      | 8                                      | 6                                      | 8                                      | 14                                     | 21                                     | 33                                     | uit                                    |

### Nationale Hitparade Top 100
| Hitnotering: 20-06-1987 t/m 19-09-1987 | Hitnotering: 20-06-1987 t/m 19-09-1987 | Hitnotering: 20-06-1987 t/m 19-09-1987 | Hitnotering: 20-06-1987 t/m 19-09-1987 | Hitnotering: 20-06-1987 t/m 19-09-1987 | Hitnotering: 20-06-1987 t/m 19-09-1987 | Hitnotering: 20-06-1987 t/m 19-09-1987 | Hitnotering: 20-06-1987 t/m 19-09-1987 | Hitnotering: 20-06-1987 t/m 19-09-1987 | Hitnotering: 20-06-1987 t/m 19-09-1987 | Hitnotering: 20-06-1987 t/m 19-09-1987 | Hitnotering: 20-06-1987 t/m 19-09-1987 | Hitnotering: 20-06-1987 t/m 19-09-1987 | Hitnotering: 20-06-1987 t/m 19-09-1987 | Hitnotering: 20-06-1987 t/m 19-09-1987 | Hitnotering: 20-06-1987 t/m 19-09-1987 |
| Week                                   | 1                                      | 2                                      | 3                                      | 4                                      | 5                                      | 6                                      | 7                                      | 8                                      | 9                                      | 10                                     | 11                                     | 12                                     | 13                                     | 14                                     |                                        |
| -------------------------------------- | -------------------------------------- | -------------------------------------- | -------------------------------------- | -------------------------------------- | -------------------------------------- | -------------------------------------- | -------------------------------------- | -------------------------------------- | -------------------------------------- | -------------------------------------- | -------------------------------------- | -------------------------------------- | -------------------------------------- | -------------------------------------- | -------------------------------------- |
| Positie                                | 67                                     | 32                                     | 8                                      | 6                                      | 7                                      | 7                                      | 9                                      | 10                                     | 13                                     | 23                                     | 32                                     | 53                                     | 63                                     | 80                                     | uit                                    |

### NPO Radio 2 Top 2000
| Nummer met noteringen in de NPO Radio 2 Top 2000 | '00 | '01 | '02 | '03 | '04 | '05 | '06 | '07  | '08 | '09 | '10 | '11 | '12 | '13 | '14 | '15 | '16 | '17 | '18 | '19 | '20 | '21 | '22 | '23 | '24 |
| ------------------------------------------------ | --- | --- | --- | --- | --- | --- | --- | ---- | --- | --- | --- | --- | --- | --- | --- | --- | --- | --- | --- | --- | --- | --- | --- | --- | --- |
| Alone                                            | 506 | 672 | 702 | 820 | 898 | 908 | 827 | 1080 | 863 | 792 | 803 | 866 | 509 | 615 | 547 | 629 | 604 | 498 | 745 | 658 | 557 | 614 | 612 | 598 | 507 |

1. ↑  Een vetgedrukt getal geeft de hoogste notering aan.
2. ↑  2000 was het eerste jaar met een notering voor dit nummer.